# Sequana

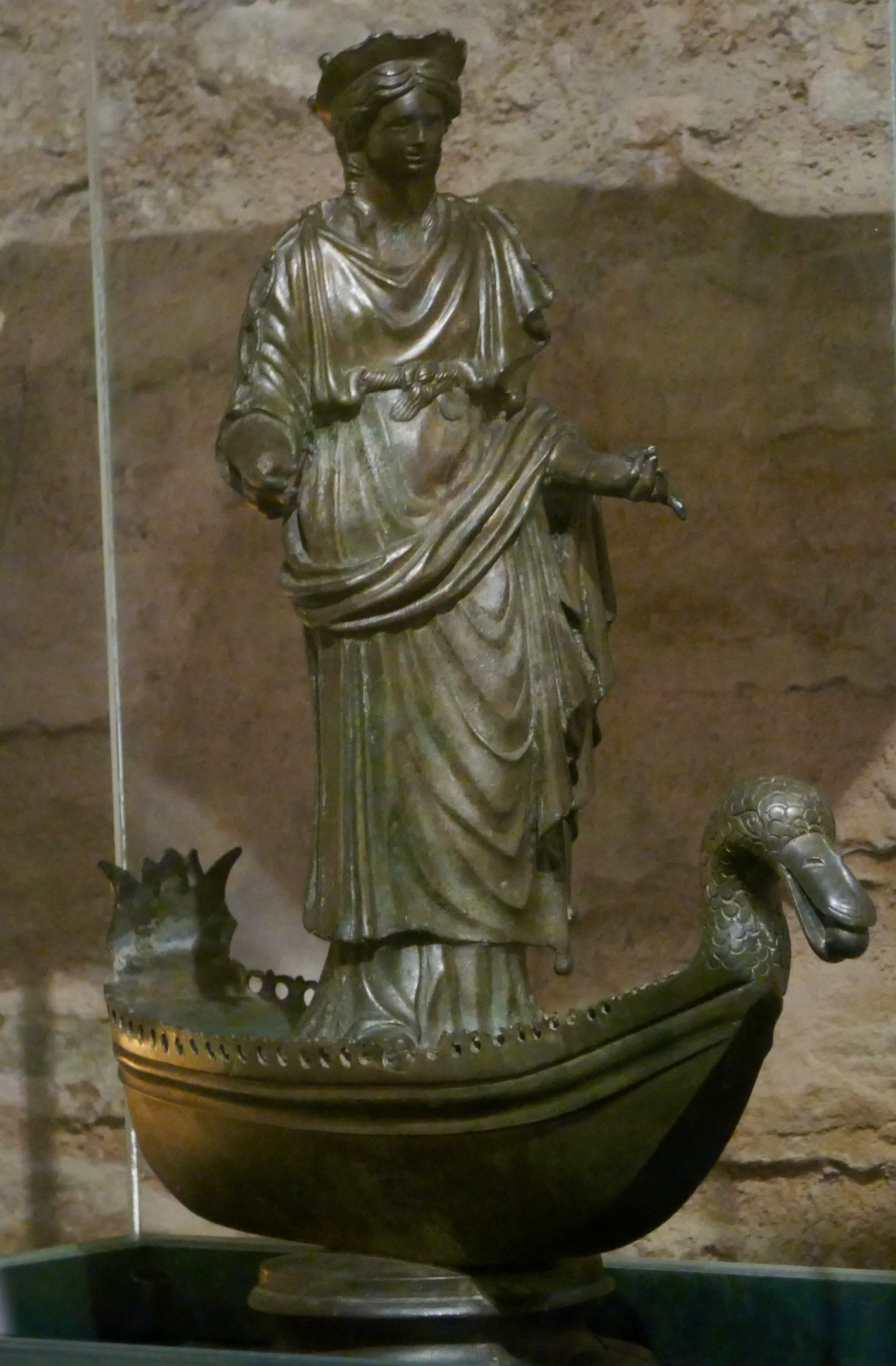
Sequana i sin ankahuvad båt.

Sequana, var flodens Sienes gudinna i keltisk mytologi. 
Hon avbildades krönt med ett diadem stående i en båt. Hon dyrkades som en helande gudinna, och hade en helgedom och fallfärdsort vid Dijon, som romarna byggde ut till ett betydande tempel. 